# Neosiphonia motukawanui
Neosiphonia motukawanui är en svampdjursart som beskrevs av Kelly 2007. Neosiphonia motukawanui ingår i släktet Neosiphonia och familjen Phymatellidae. Inga underarter finns listade i Catalogue of Life.